# Izydor Brejski
Izydor Brejski (ur. 13 stycznia 1872 w Pączewie, zm. 31 marca 1935 w Toruniu) – polski polityk, działacz PSL „Piast”.

## Życiorys
Urodził się jako syn Antoniego i Marii z domu Lewicka. Ukończył studia medyczne w Niemczech (1900 dr medycyny). Praktykował w Toruniu, następnie w Pelplinie. W latach 1920–1921 był kierownikiem sekretariatu okręgowego PSL „Piast” na województwo pomorskie z siedzibą w Toruniu (od 1921 roku członek Zarządu Okręgowego). Po rozłamie w PSL „Piast” w 1927 był jednym z twórców prosanacyjnego Zjednoczenia Gospodarczego.
Zmarł 31 marca 1935 roku w Toruniu, został pochowany na miejscowym cmentarzu św. Jakuba.
Poseł na Sejm Ustawodawczy (1919–1922) mandat uzyskał z listy NSR, okręg wyborczy I Kościerzyna (wybory uzupełniające), jako poseł z Pomorza.
Był żonaty z Marią z domu Wojciechowską.